# Stictonaclia marojejyensis
Stictonaclia marojejyensis är en fjärilsart som beskrevs av Griveaud 1964. Stictonaclia marojejyensis ingår i släktet Stictonaclia och familjen björnspinnare. Inga underarter finns listade i Catalogue of Life.